# 切維蔡斯村 (馬里蘭州)
切維蔡斯村（英語：Chevy Chase Village）是一個位於美國馬里蘭州蒙哥馬利縣的市鎮。

## 人口
根據2020年美國人口普查的數據，切維蔡斯村的面積為1.09平方千米，當中陸地面積為1.09平方千米，而水域面積為0.00平方千米。當地共有人口2049人，而人口密度為每平方千米1,880人。